# Gabriela Brimmer
Gabriela Raquel Brimmer Dlugacz (Mèxic DF, 12 de setembre de 1947 - Mèxic DF, 3 de gener de 2000), coneguda com a Gaby Brimmer, va ser una activista pels drets de les persones amb discapacitat, escriptora i fundadora de l'Associació pels Drets de les Persones amb Alteracions motores (ADEPAM). El 1995 va rebre la Medalla al Mèrit Ciutadà i l'any 2000, després de la seva mort, el llavors president de Mèxic, Ernesto Zedillo, va instituir el Premi Nacional de Rehabilitació que porta el seu nom.

## Biografia
Filla de Miguel i de Sari Brimmer, una acabalada parella de jueus austríacs que havien buscat refugi a Mèxic durant la persecució nazi, Brimmer va gaudir durant la seva infància d'un ambient cultural familiar molt elevat.
Brimmer va néixer amb una paràlisi cerebral tetraplègica greu d'origen perinatal que li impedia qualsevol expressió o moviment excepte en el seu peu esquerre. Florència Sánchez Morales, la dona indígena que la cuidava, es va convertir en el seu suport des dels cinc anys fins a la seva mort i va saber detectar les seves possibilitats comunicatives.
El 1955, va ingressar al Centre de Rehabilitació Múscul Esquelètic a Mèxic DF per cursar Primària, on la professora Margarita Aguilar va ajudar-la a acostar-se al món de les lletres. Es va interessar per la literatura i va aprofundir en ella durant els seus estudis al centre Secundària 68, on va ingressar el 1964 i on el seu professor de llengua espanyola, el poeta Jorge Aguilar Mora va influir-la perquè llegís més poesia.
Brimmer va lluitar per poder accedir a estudis normalitzats, també en l'ensenyament superior, tot i les dificultats amb les quals es trobava. El 1971, es va matricular a Sociologia a la Universitat Nacional Autònoma de Mèxic (UNAM), on va cursar tres semestres, però es va veure obligada a abandonar la carrera per decisió familiar. Més tard, el 1974, va tornar a la universitat per matricular-se a Periodisme. No obstant això, a causa de les barreres arquitectòniques i humanes de la UNAM, només va poder cursar novament tres semestres.
Als 30 anys, va adoptar a una nena acabada de néixer la qual va anomenar Alma Florencia i de la qual es va poder fer càrrec gràcies al suport de la seva pròpia cuidadora, Florència Sánchez Morales.
El 1989, va fundar l'Associació pels Drets de Persones amb Alteracions Motores (ADEPAM) amb la finalitat d'assessorar, donar servei mèdic i psicològic, i promoure el respecte als drets humans de les persones amb discapacitat, així com facilitar la seva alfabetització i formació a través del Sistema Obert d'Ensenyament.
Brimmer va morir el 3 de gener de 2000 a causa d'una aturada cardíaca a casa seva, de l'antic barri de Sant Ángel, al sud de la ciutat de Mèxic DF.

## Reconeixements
- El 1995, va rebre la Medalla al Mèrit Ciutadà.[3]
- El 1996, va ser nomenada vicepresidenta de la Confederació Mexicana de Limitats Físics i/o Deficiències Mentals.
- El 1998, Brimmer va ser triada membre del Comitè de la Dona amb Discapacitat per a Amèrica Llatina Regió de DPI per la Confederació Mexicana de Persones amb Limitacions Físiques Representants dels discapacitats mentals (COMELFIRDEM), que van tenir en consideració els seus mèrits i la seva competència en el treball.